# Stephen D. Lee
Stephen Dill Lee (Charleston, 22 september 1833 – Vicksburg, 28 mei 1908) was een Amerikaanse beroepsmilitair, politicus en eerste voorzitter van de Mississippi State University. Hij diende in het United States Army tijdens de Seminole-oorlogen. Tijdens de Amerikaanse Burgeroorlog klom hij op tot de rang van luitenant-generaal in het Confederate States Army. Hij diende zowel aan het oostelijke front als aan het westelijke front.

## Vroege jaren
Stephen Dill Lee werd geboren op 22 september 1833 in Charleston, South Carolina. Hij was de zoon van Thomas Lee en Caroline Allison. Hij groeide op in Abbeville, South Carolina. Lee werd in 1850 toegelaten tot de United States Military Academy in West Point. Hij studeerde vier jaar later af als 17de in een klas van 46 kadetten.
Op 1 juli 1854 werd Lee benoemd tot tweede luitenant en ingedeeld bij de 4th Infantry Regiment. Hij werd op 31 oktober 1856 bevorderd tot eerste luitenant en diende tussen 18 september 1857 en 8 februari 1861 als kwartiermeester van het regiment. In 1857 vocht hij mee in de Seminole-oorlogen. Tussen 1858 en 1861 werd hij naar verschillende forten gestuurd in het Kansasterritorium en het pas ingenomen Dakotaterritorium. Na de seccesie van zijn thuisstaat nam hij ontslag uit het United States Army en nam hij dienst in het Confederate States Army.

## Amerikaanse Burgeroorlog

### Fort Sumter

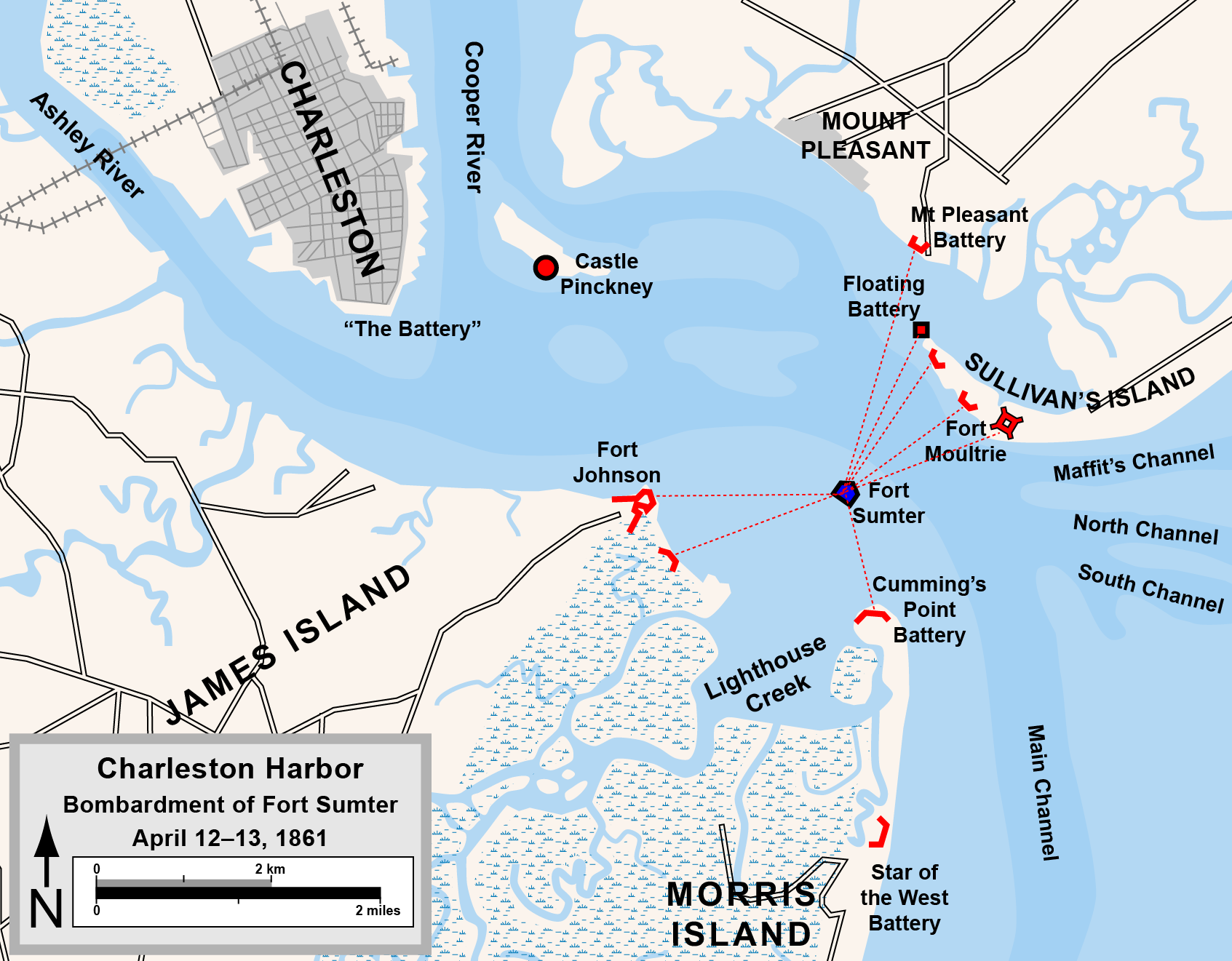

Op 6 maart 1861 werd Lee aangesteld als assistent adjudant generaal en assistent inspecteur generaal van de Zuidelijke troepen in en rond Charleston.  Tien dagen later, op 16 maart, werd hij benoemd tot kapitein bij de artillerie. Op 11 april werd Lee aide-de-camp van brigadegeneraal P.G.T. Beauregard. Diezelfde dag bracht hij een ultimatum naar majoor Robert Anderson met de eis om Fort Sumter te verlaten. Anderson weigerde waarop de Zuidelijken de Aanval op Fort Sumter openden.  Anderson capituleerde op 14 april. De Amerikaanse Burgeroorlog was begonnen.
Beauregard kreeg op 11 mei de toestemming om twee artillerie-eenheden te rekruteren. Lee werd bevelhebber over de eerste eenheid en kapitein Charles Sidney Winder werd bevelhebber van de tweede eenheid. Lee werd naar Castle Pinckney gestuurd tot 30 mei. Daarna werd zijn eenheid in Fort Palmetto gekazerneerd.

### Oostelijk front

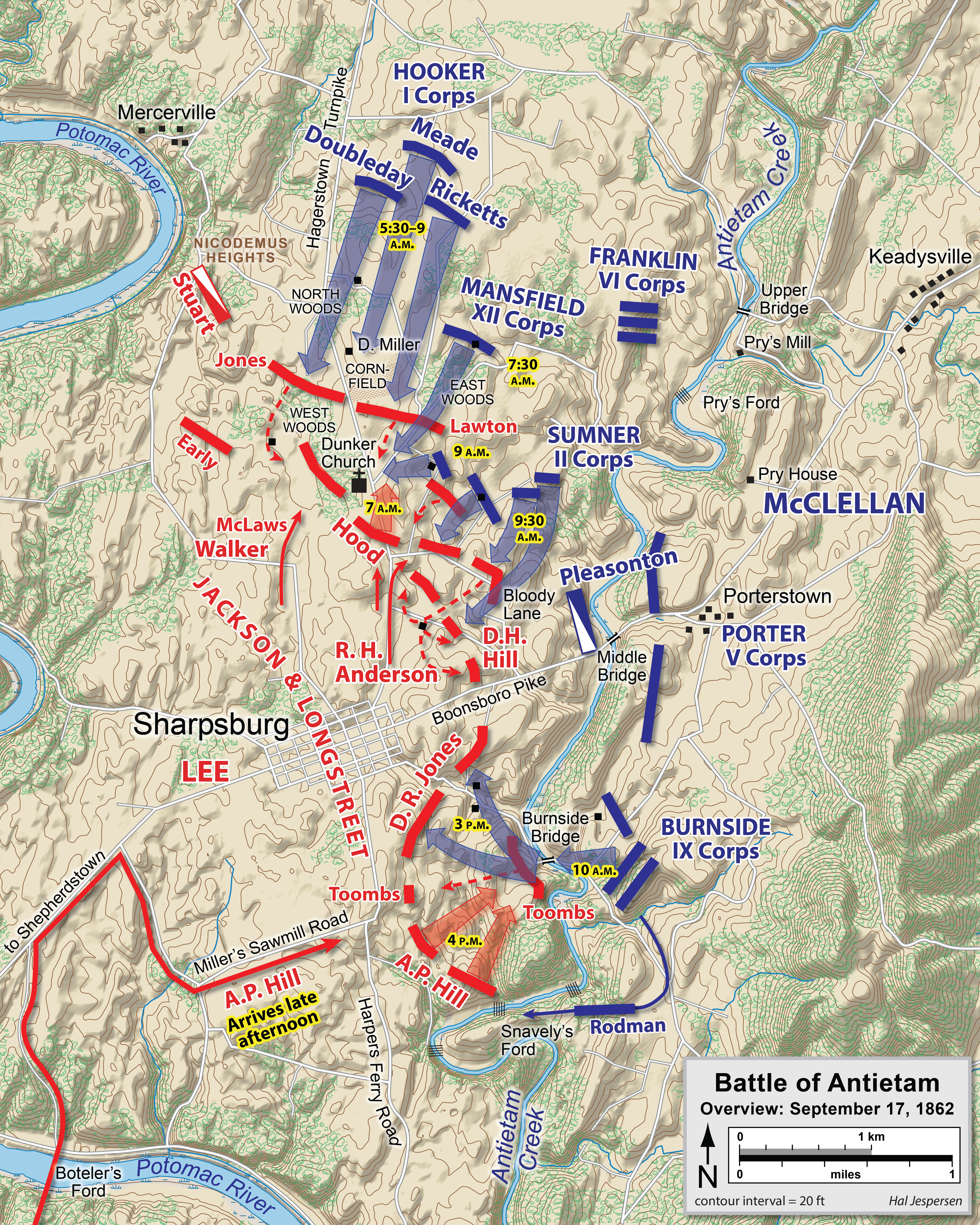
Kaart van de Slag bij Antietam

Lee werd in november 1861 bevorderd tot majoor. Hij kreeg het bevel over de lichte artilleriebatterij in Hampton’s Legion. Hij kreeg zijn volgende promotie tot luitenant-kolonel in maart 1862 en werd het hoofd van de artillerie in de divisie van generaal-majoor Lafayette McLaws (Army of Northern Virginia) van april tot 17 juni. Daarna kreeg hij tot in juli 1862 dezelfde verantwoordelijkheid in de divisie van brigadegeneraal John B. Magruder.
Luitenant-kolonel Lee nam in 1862 deel aan de Schiereilandveldtocht met name aan de veldslagen van Seven Pines op 31 mei en 1 juni,  Savage’s Station op 29 juni en Malvern Hill op 1 juli (twee veldslagen tijdens de Zevendagenslag. In juli diende hij kort in het 4th Virginia Cavalry regiment. Op 9 juli werd hij bevorderd tot kolonel en kreeg hij het commando over een artilleriebataljon in het korps van generaal-majoor James Longstreet. Onder Longstreet vocht Lee mee in de Tweede Slag bij Bull Run in augustus en de Slag bij Antietam op 17 september 1862. Zijn artillerie speelde een belangrijke rol in de verdediging van de Zuidelijke stellingen bij Dunker Church  waarbij hij de aanvallen van het Noordelijke  I Corps en XII Corps onder vuur nam. Rond 10.00 uur werd hij naar de Zuidelijke rechterflank gestuurd om de aanval van generaal-majoor Ambrose Burnside te helpen opvangen.

### Westelijk front
Op 6 november 1862 werd Lee bevorderd tot brigadegeneraal. Hij verliet de artillerie en het Army of Northern Virginia en werd aangesteld als brigadecommandant in het Department of Mississippi and East Louisiana onder luitenant-generaal John C. Pemberton. Tijdens de Slag bij Chickasaw Bayou kreeg hij tijdelijk een divisie onder zijn bevel waarmee hij verschillende aanvallen van het Noordelijke leger onder leiding van generaal-majoor William T. Sherman afsloeg. Lee kreeg in mei 1863 het commando over de artillerie die de Mississippi en Vicksburg verdedigden. Op 16 mei, tijdens de Slag bij Champion Hill, raakte hij gewond aan zijn schouder.
Lee bleef zijn taken uitvoeren tijdens het beleg van Vicksburg to Pemberton zich op 4 juli 1863 overgaf aan de Noordelijke generaal-majoor Ulysses S. Grant. Lee werd samen met bijna 30.000 soldaten krijgsgevangen gemaakt. Na zijn voorwaardelijke vrijlating werd hij op 3 augustus 1863 bevorderd tot generaal-majoor en aangesteld als bevelhebber van de cavalerie van het Department of Mississippi & Eastern Louisiana. Lee werd officieel  geruild op 13 oktober met een Noordelijke officier. In het najaar van 1863 kreeg Lee de opdracht van generaal Joseph E. Johnston om met zijn 2.500 cavaleristen generaal Braxton Bragg in Tennessee te versterken tijdens de Chattanoogaveldtocht. In noordelijke Alabama ontmoette Lee generaal-majoor Joseph Wheeler die net een raid had uitgevoerd in centraal Tennessee. Hij overtuigde Lee om af te zien van zijn plannen om Bragg te versterken. De Noordelijke troepenmacht was te groot om langs te glippen.
Op 9 mei 1864 werd Lee benoemd tot commandant van het Department of Alabama & East Louisiana. Cavalerie-eenheden in zijn departement onder leiding van generaal-majoor Nathan Bedford Forrest  behaalden een overwinning in de Slag bij  Brice's Crossroads waarbij ze de bevoorradingslijnen van generaal-majoor Sherman konden bedreigen. Lee stuurde versterkingen naar Forrest, maar deze sterkere Zuidelijke strijdmacht werd verslagen in de Slag bij Tupelo. 
Stephen D. Lee werd op 23 juni 1864 bevorderd tot luitenant-generaal, de jongste met deze rang in het Confederate States Army. Een maand later, op 26 juli, kreeg hij het bevel over het Second Corps in het Army of Tennessee die toen werd aangevoerd door luitenant-generaal John Bell Hood. 
Tijdens de Atlantaveldtocht werd Lee ingezet tijdens de Slag bij Ezra Church op 28 juni en was hij in augustus verantwoordelijk voor de verdedigingslinie ten zuidwesten van Atlanta. Samen met een detachement van William B. Bates divisie en een brigade van de Georgia Militia kon hij een Noordelijke aanval op een spoorweg bij East Point afslaan. Op 31 augustus en 1 september kon hij samen met luitenant-generaal William J. Hardee de Noordelijke aanval tijdens de Slag bij Jonesborough genoeg vertragen om de rest van het leger onder Hood de kans te geven zich terug te trekken uit Atlanta. De strijd ging verder tijdens de Franklin-Nashvilleveldtocht waarbij Lee op 29 november zwaar gewond raakte aan zijn voet bij Spring Hill. Hij bleef echter op post tot de achterhoede de plaats van zijn soldaten kon innemen. Ondanks zijn verwondingen nam hij de volgende dag deel aan de Tweede Slag bij Franklin. Zijn soldaten kwamen rond 16.00 uur aan op het slagveld. Ze kregen het bevel om de strijdmacht van Benjamin F. Cheatham te ondersteunen. Na een overleg met Cheatham besloot Lee om rond 21.00 uur tot de aanval over te gaan. Dit resulteerde in zware verliezen voor zijn korps. Na de Zuidelijke nederlaag bij Nashville kon Lee zijn eenheden redelijk goed bijeen houden ondanks de chaotische terugtocht. Voor drie opeenvolgende dagen vormden de achterhoede die voortdurend strijd leverde met de Noordelijke voorhoede en cavalerie. Hij raakte opnieuw gewond aan zijn voet door een granaatscherf op 17 december.
Na een kort herstel sloot Lee zich opnieuw aan bij het leger die nu onder leiding van Joseph E. Johnston stond en nam hij deel aan de Carolina's-veldtocht in het voorjaar van 1865. Op 9 februari trad hij in het huwelijk met Regina Harrison. Samen kregen ze één zoon Blewett Harisson Lee, die geboren werd na de oorlog op 1 maart 1867. Hij gaf zich samen met Johnston over in april 1865. Hij werd vrijgelaten op 1 mei.

## Latere jaren

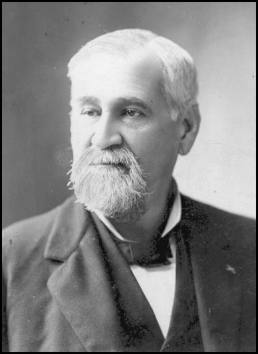
Stephen D. Lee op latere leeftijd

Na de oorlog vestigde Lee zich in Columbus, Mississippi waar hij een plantage beheerde. Hij zetelde in 1878 in de Mississippi State Senate. Tussen 1880 en 1899 werd hij de eerste voorzitter van de Agricultural and Mechanical College of Mississippi. Lee werd in 1895 ook de eerste voorzitter van de Vicksburg National Park Association. Dankzij zijn invloed werd in 1899 een wet gestemd op federaal niveau waardoor het oude slagveld van Vicksburg een nationaal park werd. Hij was een actief lid van de United Confederate Veterans-vereniging en werd in 1904 tot hun bevelhebber benoemd. Op 2 maart 1900 werd Lee tot voorzitter benoemd van de Mississippi Historical Society. Deze vereniging kreeg de taak om alle officiële documenten en historisch materiaal van Mississippi te verzamelen en conserveren. Twee jaar later werd hij ook lid van de Mississippi Department of Archives and History.
Hij schreef ook verschillende werken over de geschiedenis van de Amerikaanse Burgeroorlog zoals het eerste deel van de Battles and Leaders of the Civil War gepubliceerd in 1897 en Sherman's Meridian Expedition and Sooy Smith's Raid to West Point in 1880.
Tijdens een speech die hij gaf aan veteranen van Wisconsin en Iowa werd hij onwel.  Lee overleed op 28 mei 1908 in Vicksburg, Mississippi aan de gevolgen van een hersenbloeding.  Hij werd begraven in het Friendship Cemetery in Columbus, Mississippi.